# Guy Carleton (baron)
Guy Carlton, lord Dorchester (ur. 3 września 1724 w Strabane, zm. 10 listopada 1808 w Stubbings, w Berkshire) – brytyjski żołnierz i polityk, generał, gubernator generalny Kanady Brytyjskiej w latach 1768–1778. Kontynuował pojednawczą politykę swego poprzednika wobec ludności frankofońskiej. Brał udział w przygotowaniach ustawy gwarantującej ludności francuskiej równouprawnienie i umożliwiającej stosowanie w Quebecu zwyczajowego, francuskiego prawa cywilnego. W 1770 roku osobiście udał się do Londynu, przedstawiając swój pogląd na politykę angielską w Kanadzie. W czasie ataku Benedicta Arnolda na Kanadę, zmuszony był poddać Montreal (1775), lecz zdołał obronić Québec w czasie zimy 1775/1776 i ostatecznie zmusić najeźdźców do wycofania się z terenów Kanady.
W 1792 r. został mianowany głównodowodzącym wojsk brytyjskich w Ameryce Północnej. Jego zadaniem było nadzorowanie uznania niepodległości 13 kolonii amerykańskich (USA) oraz zorganizowanie bezpiecznej emigracji lojalistów z terenu USA do Kanady i Nowej Szkocji.
W 1796 został ponownie mianowany gubernatorem.